# Ketotifen
Ketotifen ist ein Arzneistoff aus der Gruppe der H1-Antihistaminika. Daneben wirkt es als Mastzellstabilisator. Einsatzgebiet sind allergische Erkrankungen wie Heuschnupfen, atopische Dermatitis und chronische Urticaria. Außerdem kann es vorbeugend gegen Asthma-Anfälle eingenommen werden.

## Wirkung
Ketotifen ist ein reversibler, kompetitiver Antagonist des Histamin-H1-Rezeptors (H1-Antihistaminikum). Daneben wirkt es auch als Leukotrienantagonist und hemmt das Enzym Phosphodiesterase. Die typischen allergischen Beschwerden wie Schwellungen der Augenlider, Tränenfluss, laufende Nase, Juck- und Niesreiz werden so gemindert.

## Anwendung und Pharmakokinetik
Der Arzneistoff kann oral in Form von Tabletten zur Vorbeugung von Asthmaanfällen eingenommen (keine Zulassung in der Schweiz), oder als Augentropfen in die Augen gegeben werden zur Therapie der allergischen Konjunktivitis. Der Wirkstoff wird im Magen-Darm-Trakt fast komplett resorbiert, durch den hohen First-Pass-Effekt beträgt die orale Bioverfügbarkeit jedoch nur 60 %. Der Stoff liegt im Blut zu 75 % an Plasmaproteine gebunden vor. Bei der lokalen Anwendung z. B. am Auge ist nicht von relevanten Blutspiegeln auszugehen.
Der Abbau erfolgt über die Leber, wobei die Plasmahalbwertszeit ungefähr zwölf Stunden beträgt.

## Kontraindikationen und Nebenwirkungen
Ketotifen zeichnet sich durch geringere Nebenwirkungen z. B. auf das ZNS aus als das ältere Diphenhydramin.
Über die anticholinerge Wirkung kann Ketotifen zu verschwommenem Sehen mit Lichtempfindlichkeit durch Mydriasis, Mundtrockenheit und Müdigkeit führen. Nicht angewendet werden soll es bei Epilepsie, Schwangerschaft und Stillzeit sowie bei Kindern unter drei Jahren.

## Handelsnamen
Viele, auch Generika: Zabak, Zaditen